# 下間宗清
下間 宗清（しもつま むねきよ）は、安土桃山時代から江戸時代の武将。下間頼廉の次男。頼亮の弟、仲玄の兄。養子に仲宗。通称は宰相、法名は道西。
慶長7年（1602年）の本願寺の東西分裂では東本願寺法主教如に従ったが、慶長12年（1607年）に西本願寺法主准如に誓詞を差し出して帰参。翌慶長13年（1608年）に47歳で亡くなり、甥で妹と川那部宗甫の子仲宗（1601年 - 1630年）が養子として西本願寺に仕えた。
但し、帰参した時期は慶長11年（1606年）ともされ、准如に許可無く出仕を止めたことを謝罪した誓詞が残っている。4月に宗清と弟の仲玄を含めた年寄6人が出仕しなかったこの事件で、10月に仲玄と同族の下間頼芸（頼賢）と共に准如へ誓詞を差し出して謝罪したが、慶長12年以降と推定される准如宛の誓詞で勝手に教如の所に出向いたことを改めて謝罪している。この時期は甥の下間頼良が東本願寺へ移り、興正寺准尊が独立しようとした出来事と重なり、当時の西本願寺が厳しい状況に置かれていたことがうかがえる。